# Der Hund von Karibu
Der Hund von Karibu ist ein US-amerikanischer Abenteuerfilm aus dem Jahr 1923 von Chester M. Franklin mit dem Filmhund Rin Tin Tin in seinem zweiten Leinwandauftritt. Der Stummfilm wurde von Warner Bros. produziert.

## Handlung
Der Schäferhundwelpe Rin Tin Tin geht auf dem Transport durch Alaska verloren und wird von einem Wolfsrudel adoptiert. Als erwachsener „Wolfshund“ rettet Rin Tin Tin Gabriel Dupree, einen jungen französischen Kanadier, der beim Transport von Pelzen angegriffen und dem Tod überlassen wird. Dupree und Rin Tin Tin werden schnell Freunde. Der Hund erweist sich als überzeugter Verteidiger und rettet schließlich Duprees Liebste Felice McTavish, als ihr Leben in Gefahr ist.

## Veröffentlichung
Die Premiere des Films fand am 1. Juli 1923 statt. Im Deutschen Reich kam er im Juni 1924 in die Kinos.